# Phare de Passage Island
Le phare de Passage Island (en anglais : Passage Island Lighthouse) est un phare américain sur le lac Supérieur situé dans le comté de Keweenaw, dans le Michigan. Protégé au sein du parc national de l'Isle Royale, il est lui-même inscrit au Registre national des lieux historiques depuis le 19 juillet 2006.